# Le Grand Millebrugghe
Le Grand Millebrugghe of Grand-Millebrugghe (Nederlands: Groot-Millebrugge, Frans-Vlaams: De Mullebrugge) is een gehucht in de Franse gemeente Steene in het Noorderdepartement. Het gehucht ligt in het noorden van de gemeente, deels op het grondgebied van buurgemeente Armbouts-Cappel. Grand Millebrugghe ligt aan weerszijden van het Canal de la Haute Colme, een deel van de Kolme, dat de grens vormt tussen de twee gemeenten. De weg van Steene naar Armbouts-Cappel loopt er via een ijzeren ophaalbrug over het kanaal. Ruim drie kilometer verder westwaarts langs het kanaal ligt op het grondgebied van de gemeente Bieren het kleiner gehucht Le Petit Millebrugghe.

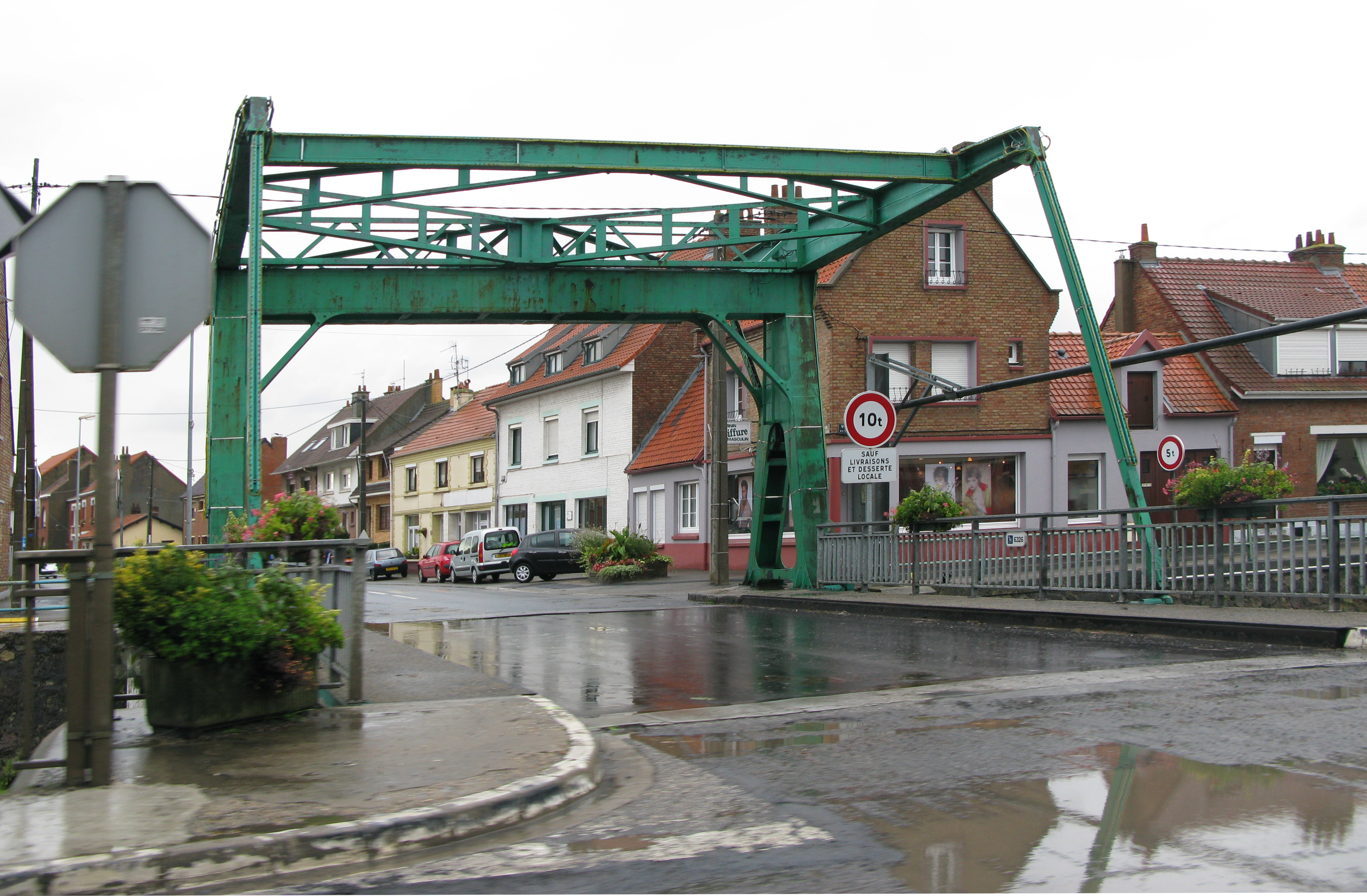
Brug over het Kolmekanaal

## Bezienswaardigheden
- De Sint-Genovevakerk (Église Sainte-Geneviève)